# Modafinil
Modafinilul (cu denumirea comercială Aspendos, printre altele) este un medicament stimulant utilizat în tratamentul somnolenței excesive asociată narcolepsiei, cu sau fără cataplexie. Calea de administrare disponibilă este cea orală.